# Université de Nha Trang

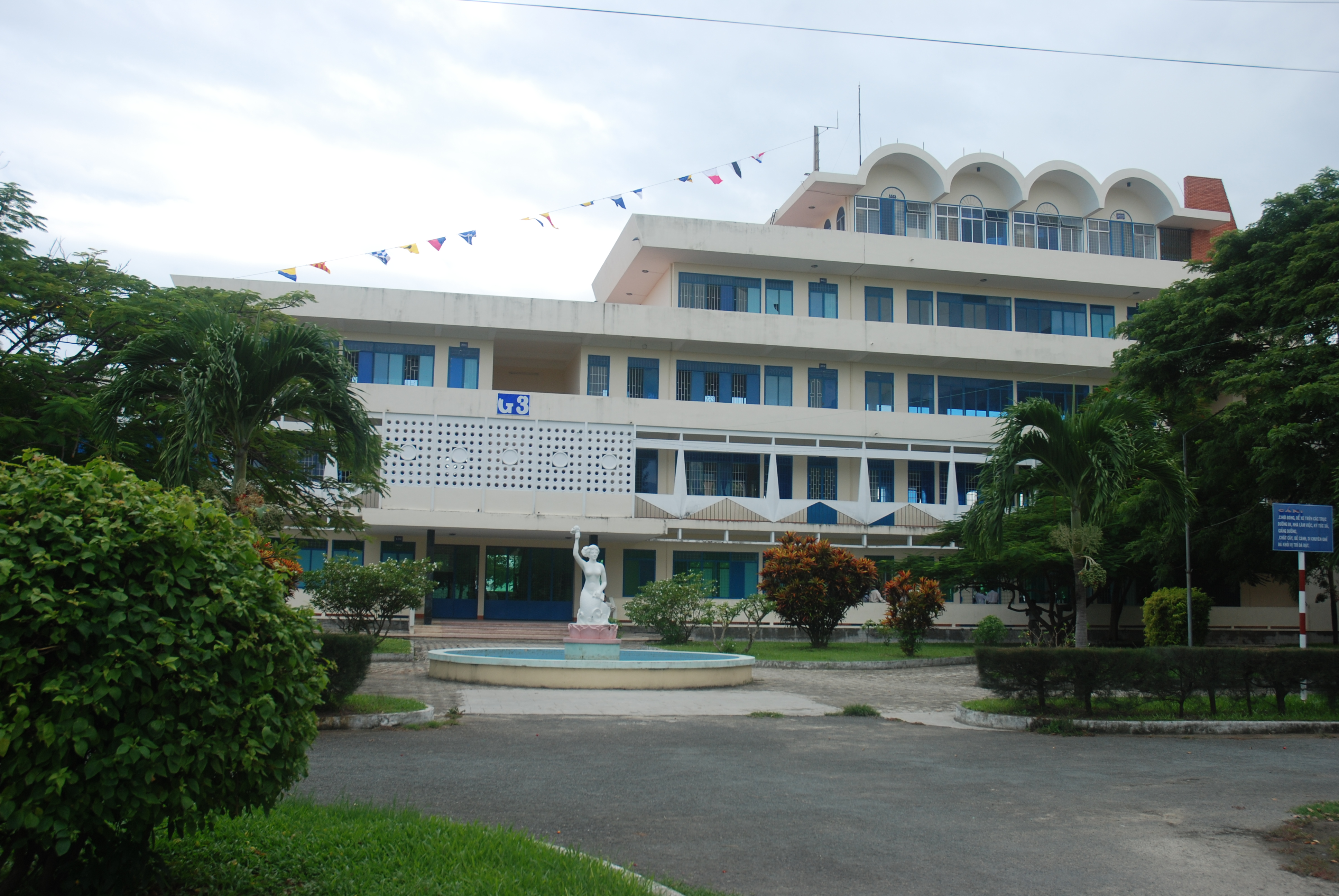
Vue de l'université de Nha Trang.

L'université de Nha Trang (en vietnamien : Đại học Nha Trang) est une université située à Nha Trang, Province de Khanh Hoa, au centre du Vietnam. C’est une université interdisciplinaire avec 23 spécialités, de l’enseignement professionnel au doctorat ès sciences.

## Facultés
Il y a 8 facultés à l’université de Nha Trang :
- Faculté de traitement de produits maritimes
- Faculté de technologies de l'information
- Faculté de sciences fondamentales
- Faculté de mécanique
- Faculté de la pêche
- Faculté économique
- Faculté de marxisme-léninisme
- Faculté d'aquaculture

## Histoire
Le prédécesseur de l'université fut la faculté d’aquaculture et sylviculture de Hanoï (aujourd’hui, elle est l'université d'agriculture de Hanoï) établie le 1er août 1959. Le 16 août 1966, le premier ministre de la République démocratique du Viêt Nam signa le décret 155-CP séparant cette faculté et fondant l'École d'aquaculture. En 1977, cette école fut déplacée de Hai Phong à Nha Trang et rebaptisée université des produits maritimes. En 1980, elle fut rebaptisée université d'aquaculture. Le 25 mai 2006, le  premier ministre, par le décret 172/2006/QĐ-TTg, rebaptisa cette université université de Nha Trang.